# Paul Lynde

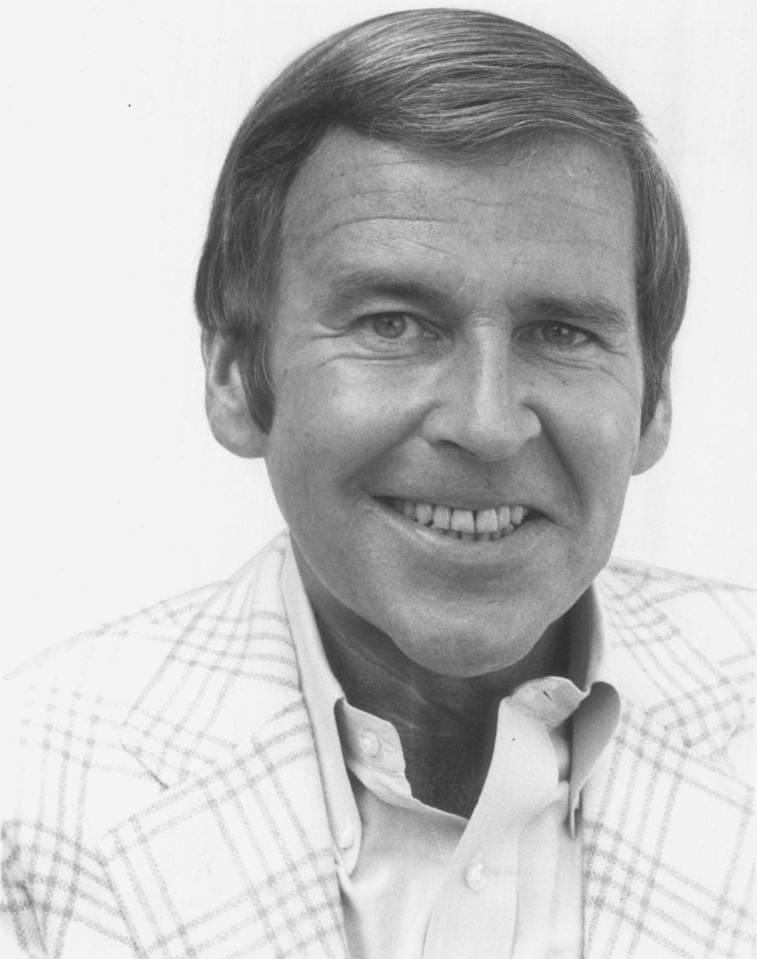
Paul Lynde în 1972

Paul Lynde (n. 13 iunie 1926 – d. 11 ianuarie 1982) a fost un actor american de film.
În Charlotte's Web, el era vocea lui Templeton.

## Filmografie

### Filme
- New Faces (1954) (și scenarist) - Rolul său
- Son of Flubber (1963) - Sportscaster
- Bye Bye Birdie (1963) - Harry MacAfee
- Under the Yum Yum Tree (1963) - Murphy
- For Those Who Think Young (1964) - Sid Hoyt
- Send Me No Flowers (1964) - Mr. Atkins
- Beach Blanket Bingo (1965) - Bullets
- The Glass Bottom Boat (1966) - Homer Cripps
- Silent Treatment (1968) (documentar)
- How Sweet It Is! (1968) - The purser
- Charlotte's Web (1973) Templeton - (voce)
- Journey Back to Oz (1974) Pumpkinhead - (voce)
- Hugo the Hippo (1975) - Aban Khan - (voce)
- Rabbit Test (1978) - Dr. Roger Vidal, M.D.
- Sweet Emotion  (1978) - Shame (voce)
- The Villain (1979) - Nervous Elk

### Televiziune
- The Red Buttons Show (1955)
- The Good Fairy (1956)
- Stanley (1956–57)
- The Perry Como Show (1961–63)
- The Patty Duke Show (1963, un episod)
- Burke's Law (1963–65, 3 episoade)
- The Munsters (1964–65, "Dr. Edward Dudley", 3 episoade)
- Bewitched (1964–71, "Harold Harold", un episod; "Uncle Arthur", 10 episoade)
- The Farmer's Daughter (1965, 2 episoade)
- Gidget (1965, un episod)
- I Dream of Jeannie (1966–1968, 3 episoade)
- F Troop (1966, un episod)
- The Hollywood Squares (1966–81)
- Storybook Squares (1969, 1976–77)
- That Girl (1967, un episod)
- Hey, Landlord  (1967, un episod)
- The Beverly Hillbillies (1967, un episod)
- The Mothers-In-Law (1968, un episod)
- The Flying Nun (1968, un episod)
- Dean Martin Presents the Golddiggers (1968–1969)
- Gidget Grows Up (1969)
- The Cattanooga Cats (1969–71) (voce)
- Love, American Style (1969–74)
- The Perils of Penelope Pitstop (1969–71) (voce) nem.
- Where's Huddles (1970) (voce)
- The Jonathan Winters Show (1968–69)
- Gidget Gets Married (1972)
- The Paul Lynde Show (1972–73)
- The New Temperatures Rising Show (1973–74)
- Donny & Marie (1976–78)
- The Paul Lynde Halloween Special (1976)
- The Dean Martin Celebrity Roast ("Roastees" Dean Martin & Peter Marshall) (1976–77)
- 'Twas the Night Before Christmas (1977)
- Paul Lynde at the Movies (1979)

#### Episoade pilot nevândute
- Howie (1962, CBS)
- Two's Company (1965, ABC)
- Sedgewick Hawk-Styles: Prince of Danger (1966, ABC)
- Manley and the Mob (1967, ABC)

### Recordings
- Recently Released (1960) Vinyl, LP, Mono; Columbia Records CL1534